# Kambalovití
Kambalovití (Bothidae), neboli kambaly je čeleď mořských paprskoploutvých ryb ze skupiny platýsů. Čeleď zahrnuje 165 druhů ve 20 rodech.

## Stavba těla
Stejně jako ostatní platýsi se během života pohybují jednou stranou k mořskému dnu, v jejich případě pravou. Na druhou stranu těla se přesouvá druhé oko, na levou. Nazývají se tedy též levoocí platýsi. Na rozdíl od platýsovitých je tvar těla více rybovitý. Mají malé šupiny, spodní, pravá neboli slepá strana je obvykle bílá a svrchní strana má barvu podle dna. Dochází i k velmi pestrým kombinacím jako u kambaly leopardí nebo měsíční.

## Systém

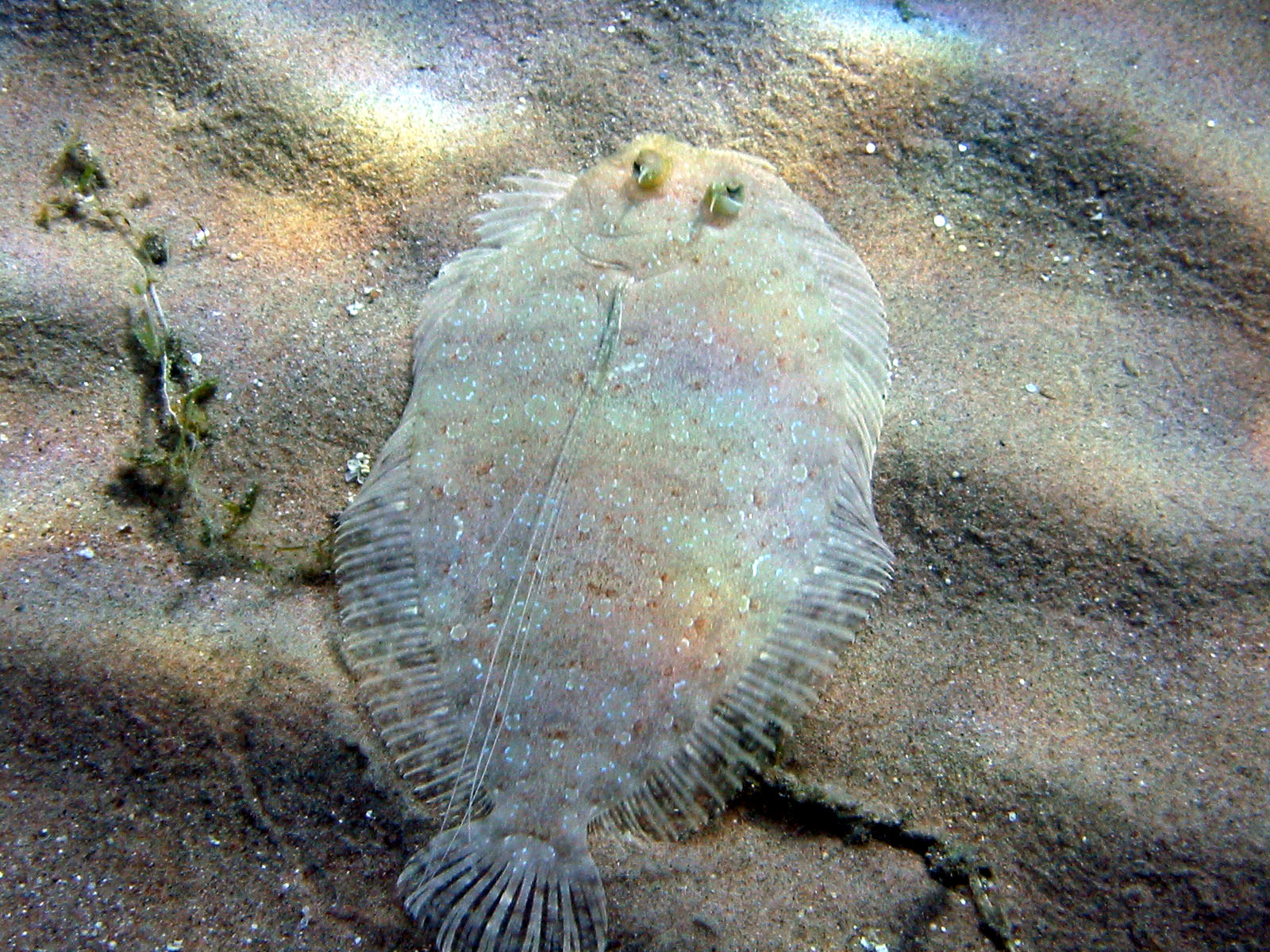
Kambala leopardí

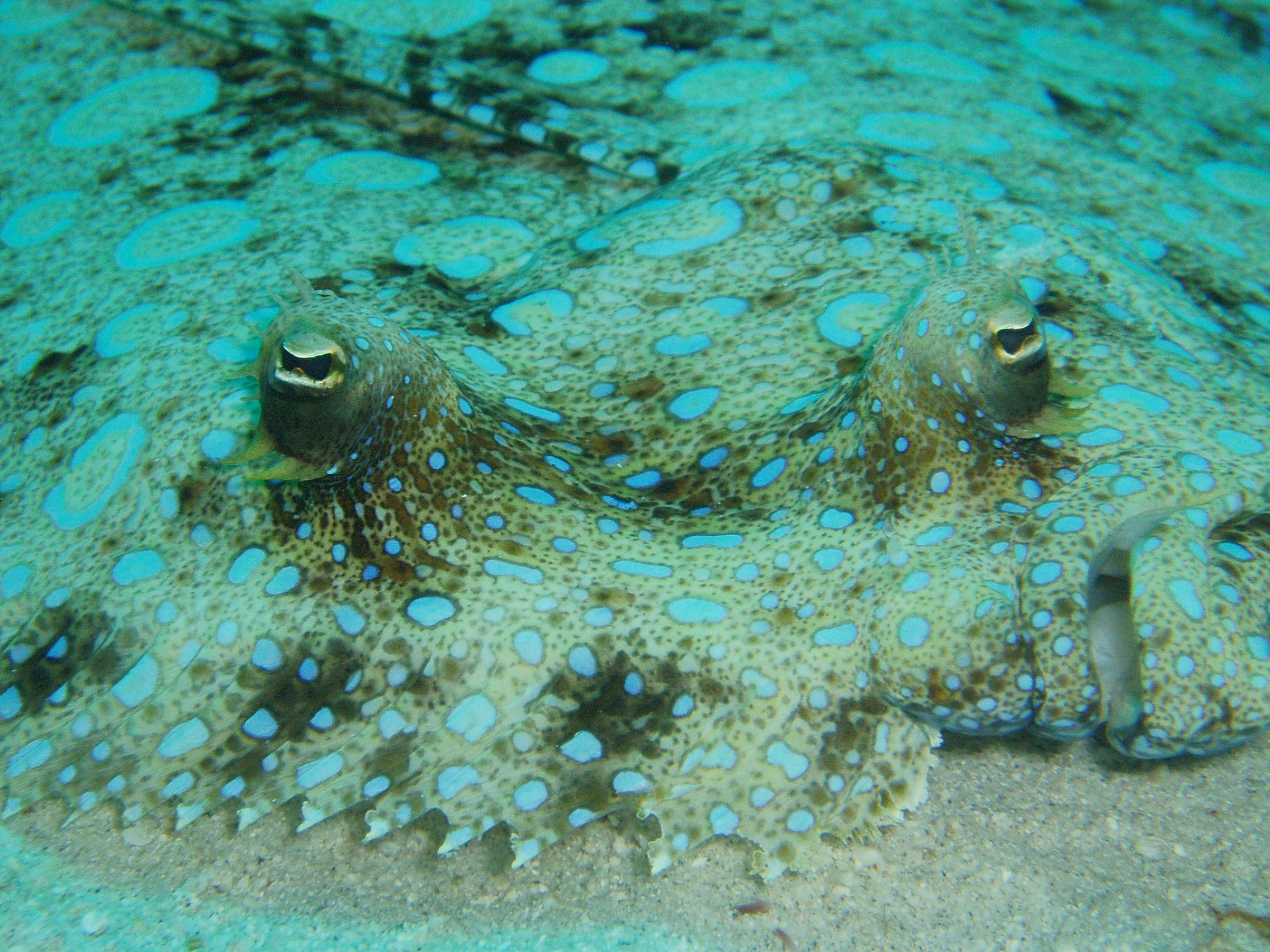
Kambala měsíční

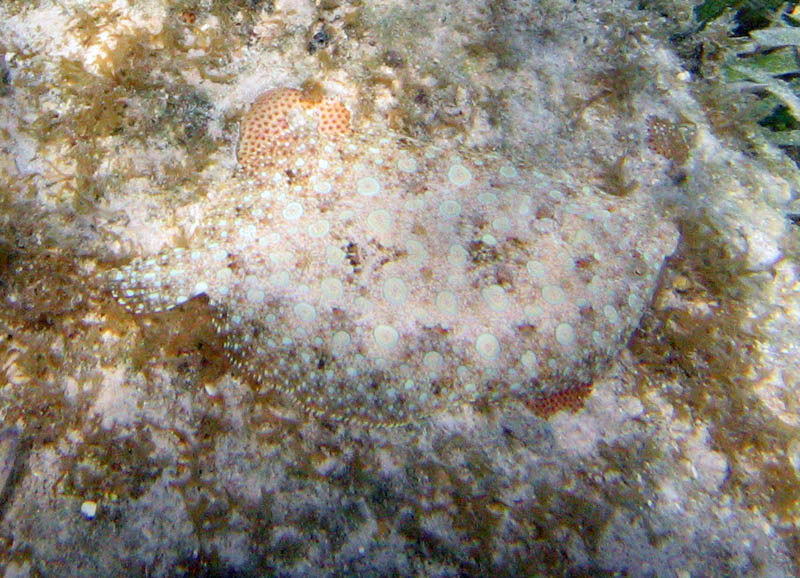
Kambala tropická (Bothus mancus), Vieques

- čeleď kambalovití (Bothidae)
  - rod Arnoglossus
  - rod Asterorhombus
  - rod Bothus
  - rod Chascanopsetta
  - rod Crossorhombus
  - rod Engyophrys
  - rod Engyprosopon
  - rod Grammatobothus
  - rod Japonolaeops
  - rod Kamoharaia
  - rod Laeops
  - rod Lophonectes
  - rod Monolene
  - rod Neolaeops
  - rod Parabothus
  - rod Perissias
  - rod Psettina
  - rod Taeniopsetta
  - rod Tosarhombus
  - rod Trichopsetta

## Výskyt
Vyskytují se v teplých, zejména tropických mořích.